# りゅう座クシー星
りゅう座ξ星（りゅうざクシーせい）は、りゅう座の恒星で4等星。

## 概要
K型スペクトルの巨星。1億6000万年前に水素核融合の段階を終え、中心核でヘリウム核融合により炭素と酸素が作られている。地球から316秒離れて見える恒星と二重星となっているが、見かけの二重星であると見られている。

## 名称
固有名のグルミウム (Grumium) 、ラテン語で「（豚などの突き出た）鼻」を意味する言葉に由来する。トレミーは著書『アルマゲスト』で「顎の骨」と記していた。2016年8月21日に国際天文学連合の恒星の命名に関するワーキンググループ (Working Group on Star Names, WGSN) は、Grumium をりゅう座ξ星の固有名として正式に承認した。